# Sveaborg
För andra betydelser, se Sveaborg (olika betydelser).

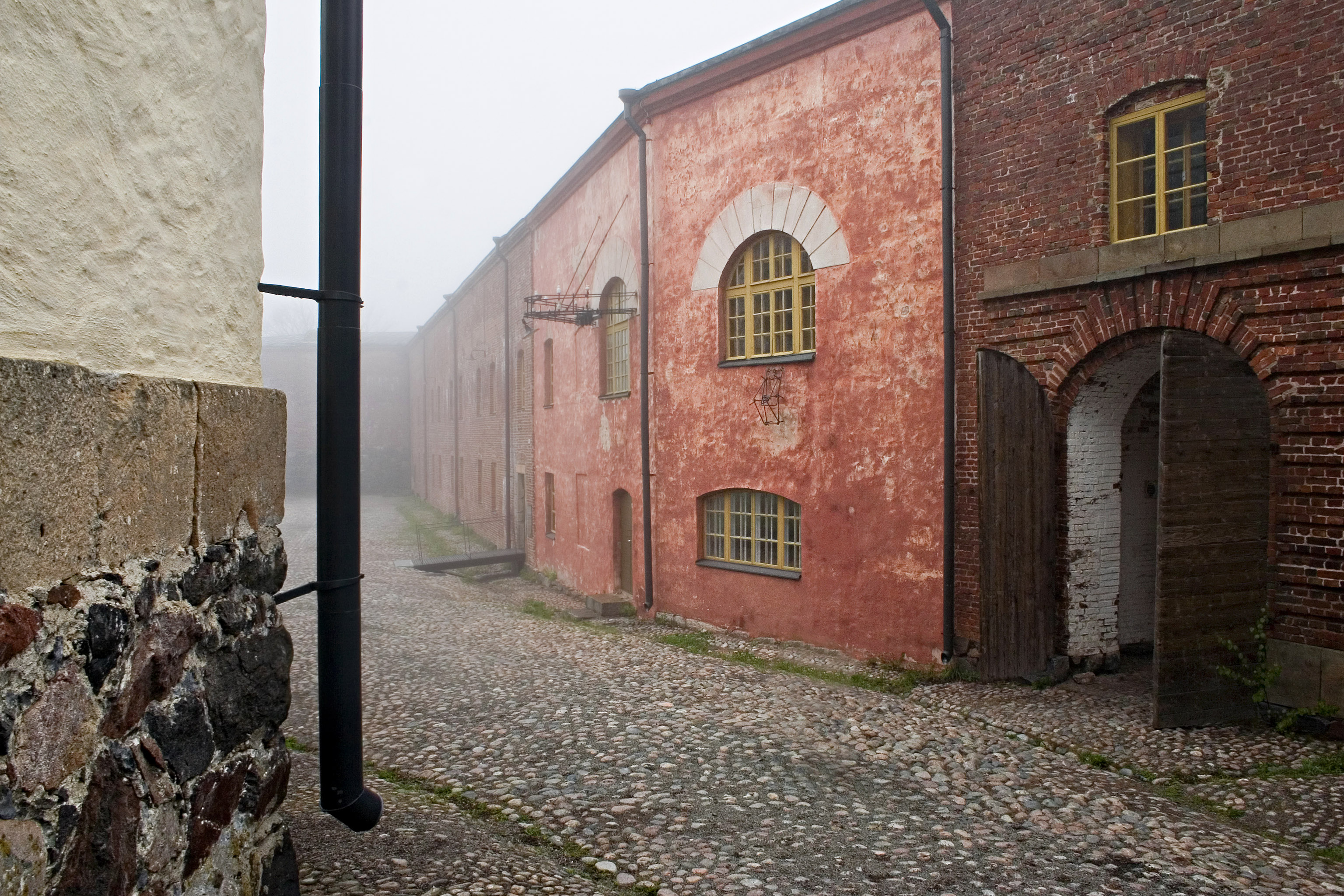

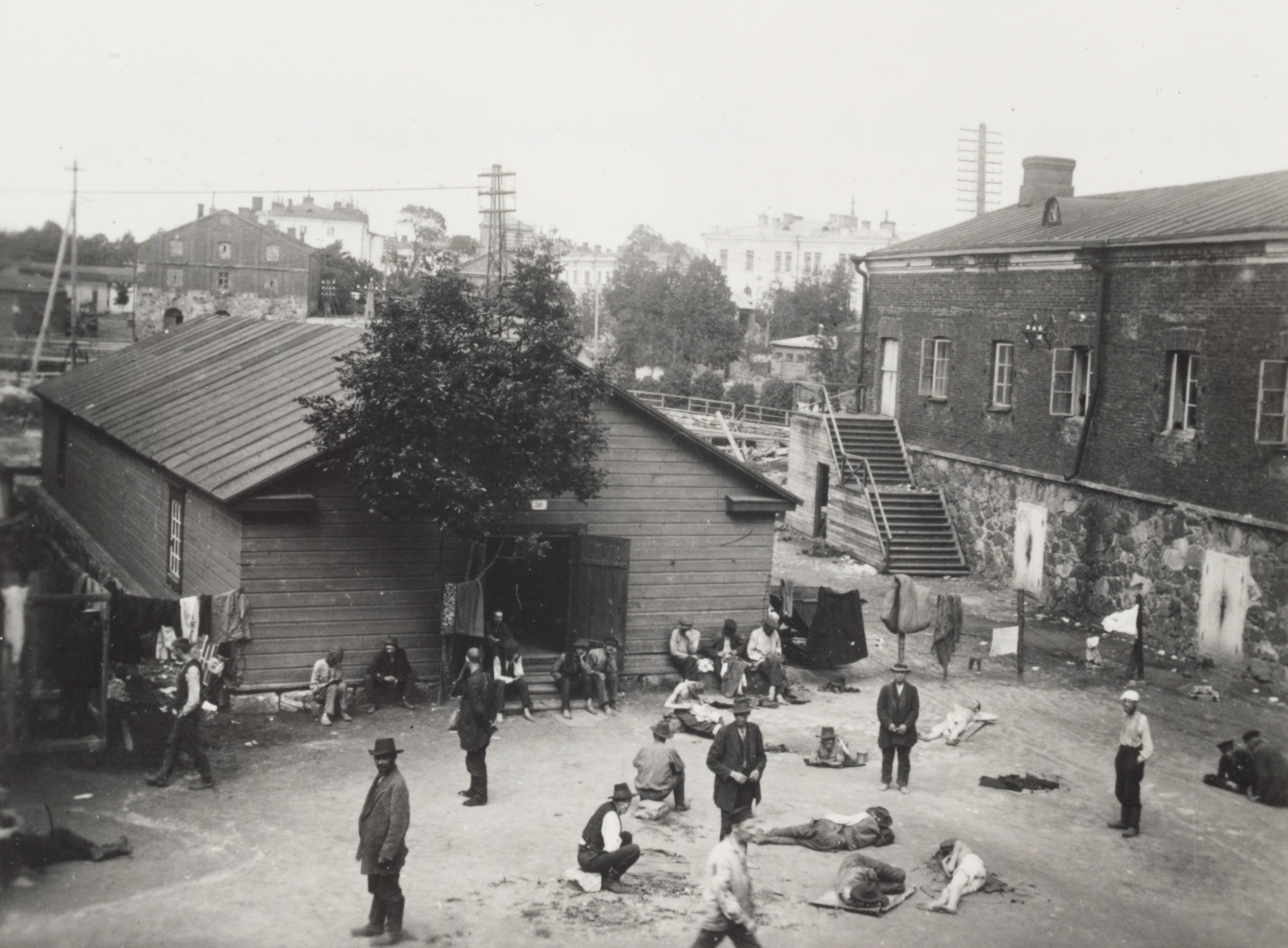
Sveaborg som fångläger.

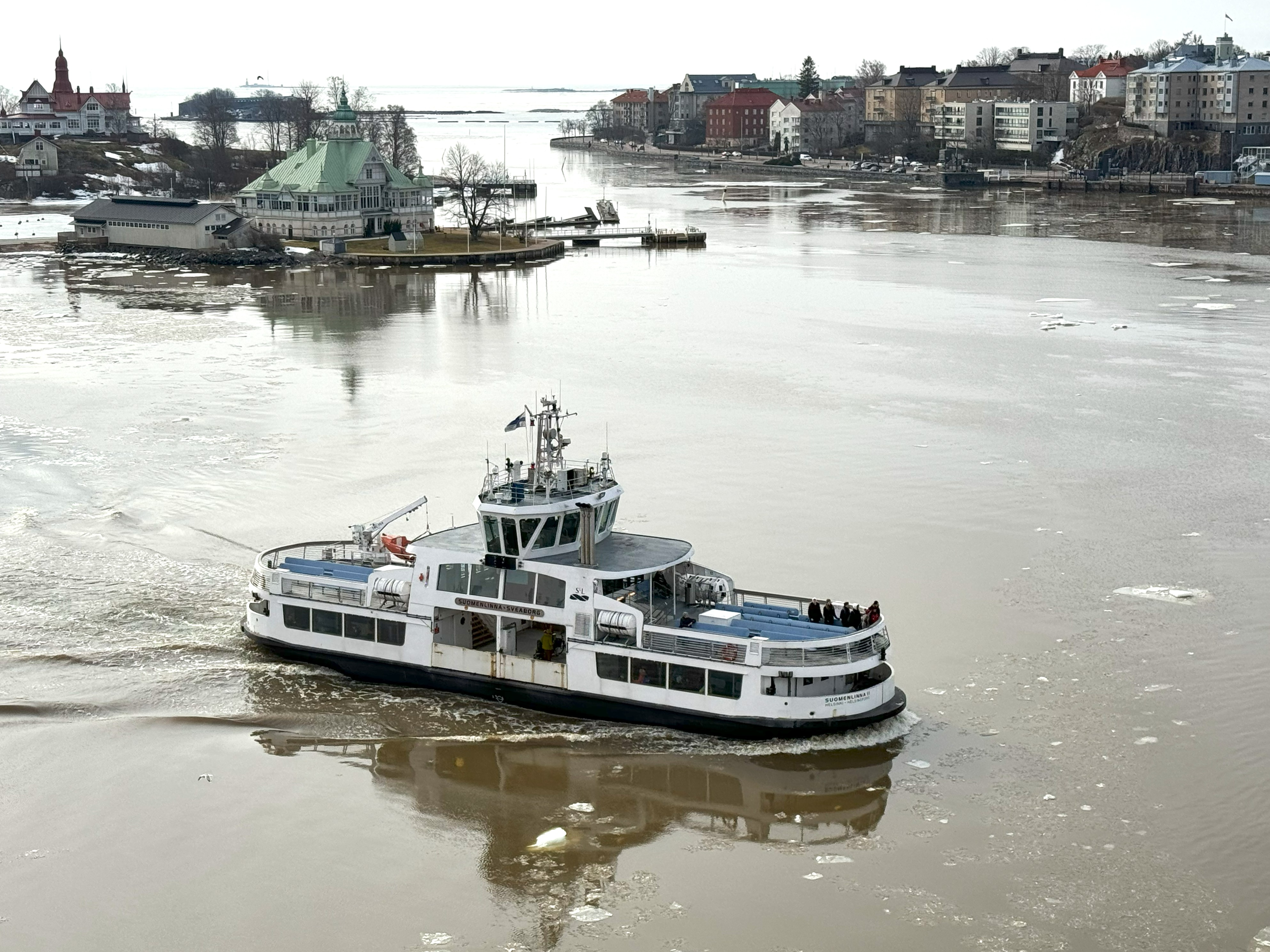
M/S Suomenlinna II på väg från Sveaborg mot Salutorget i Helsingfors. Överst till vänster syns ön Klippan och Nyländska Jaktklubben på Blekholmen.

Sveaborg (finska: Suomenlinna, 'Finlands borg'; till 1918 Viapori, en förfinskning av Sveaborg) utanför Helsingfors i Finland är en av världens största sjöfästningar. Den omfattar flera öar vid inloppet till Helsingfors, och kallas även "Nordens Gibraltar". Sveaborg började byggas 1748 då Finland var en del av Sverige. Den är Sveriges genom tiderna dyraste försvarsprojekt och finns sedan 1991 på Unescos världsarvslista. På Sveaborg bor idag ca 840 personer, medan fästningen besöks av ca 1 miljon besökare årligen. Fästningen är därmed en av Helsingfors turistattraktioner som har flest besökare årligen. Fästningen är underställd Undervisnings- och kulturministeriet. Sjökrigsskolan är stationerad på Sveaborg.

## Historia

Karta.

### Svenska tiden
Efter att Peter den store av Ryssland grundat Sankt Petersburg i Finska vikens östligaste del, på före detta svensk mark, behövde Sverige en stark fästning i Finska viken. Byggnadsarbetena på Sveaborg inleddes 1748 under ledning av överstelöjtnant Augustin Ehrensvärd med hjälp av bland annat Fabian Casimir Wrede. Sverige hade blivit närapå ruinerat av Stora nordiska kriget och Hattarnas krig, men med hjälp av franska subsidier blev detta omfattande byggnadsverk möjligt. De första nio åren var en tid av avsevärt byggande och en stor del av fästningen blev klar, men 1757 upphörde byggandet, då Sverige som Frankrikes bundsförvant var tvunget att delta i det Pommerska kriget. Byggandet fortskred mellan 1762 och 1791 pådrivet av Gustav III.
När 1808–09 års krig inleddes var Carl Olof Cronstedt kommendant på Sveaborg. Ryska trupper intog Helsingfors över isen den 2 mars 1808. Det var dock osannolikt att den första ryska styrkan ensam skulle kunna inta Sveaborg så länge det fanns krut i fästningen, där 7 000 man och hela svenska skärgårdsflottan med över 200 fartyg var placerade. Totalt hade också själva fästningen över 2 000 kanoner. Cronstedt besköt de ryska trupperna i Helsingfors så kraftigt att den kvarvarande krutmängden blev ett klart problem. Beskjutningen av de rörliga ryska trupperna fortsatte att ha ringa framgång. Den 23 mars mötte han ryska förhandlare på holmen Lonnan. Den 6 april överenskom Cronstedt med Jan-Peter van Suchtelen, ryssarnas befälhavare i Helsingfors, om en ärevördig kapitulation den 3 maj,  om svensk undsättning dessförinnan inte nådde fram. De svenska kurirerna med begäran om undsättning förhalades av ryssarna och nådde Stockholm först 3 maj, samma dag som Cronstedt kapitulerade utan fortsatt strid och överlät såväl fästningen som skärgårdsflottan åt den ryska överbefälhavaren Fredrik Vilhelm von Buxhoevden. Undsättning skulle i varje fall inte ha kunnat komma, då havet ovanligt nog ännu var fruset i början av maj. Efter Sveaborgs övergång i ryska händer blev det ännu lättare för den ryska övermakten att besätta Finland. Det dåligt förberedda och förlorade kriget bidrog till att utlösa statskuppen 1809, vilken ledde till att Sverige fick en ny grundlag och att Gustav IV Adolf landsförvisades och efterträddes på tronen av sin farbror, Karl XIII.
Finlands nationalskald, Johan Ludvig Runeberg, har i nationalromantisk anda i dikten Sveaborg beskrivit Cronstedt som en förrädare. Runeberg själv önskade dock att denna dikt inte skulle publiceras, vilket eventuellt antyder en egen osäkerhet beträffande de grava anklagelserna mot Cronstedt.
Sveaborgs garnison från inneslutningen till 3 maj 1808:
- Hennes Majestäts Enkedrottningens livregemente
- Kungliga Adlercreutzka regementet
- Kungliga Jägerhornska regementet (en bataljon)
- Reserver ur Finska armén
- Enheter ur Kungliga Finska artilleriregementet (1 off, 6 uoff, 55 artillerister)
- Arméns flottas finska eskader

Vid kapitulationen fanns det 7 000 soldater i Sveaborg, en tredjedel av den dåvarande svenska armén i Finland. Av dem var cirka 6 000 finska och runt 1 000 rikssvenska. Finnarna tilläts att gå hem till sina gårdar och hemman men rikssvenskarna skickades till Ryssland som fångar. Förutom trupperna beslagtogs runt 64 ton krut och cirka 2 100 kanoner av alla kalibrar. 

### Ryska tiden
Från maj år 1808 till maj år 1918 var Sveaborg en rysk garnison. Fästningen bebyggdes med flera kaserner samt sjukhus och kyrka, och år 1818 grundade köpmannen Nikolaj Sinebrychoff ett bryggeri på Sveaborg. Tidvis var över 13 000 soldater stationerade på Sveaborg. 
Under Krimkriget förklarade Frankrike och England krig mot Ryssland. Huvudtruppen skickades till Krimhalvön, medan en annan mindre flotta skickades att anfalla ryska kuststäder vid Östersjön, därav den viktigaste Sankt Petersburg. Anfallet började i juli 1854 då sjöfästningen Bomarsund på Åland intogs och förstördes. Därefter anfölls flera ryska (de facto finska) kuststäder varefter flottan slutligen anlände till Sveaborg den 6 augusti 1855 och anföll den 9 augusti. 
Den engelsk-franska flottan bestod av 88 moderna fartyg, av vilka en del ångdrivna, medan utrustningen på Sveaborg var föråldrad. Detta ledde till att man inte talar om ett slag utan Krimkrigets bombardemang. Flottans beskjutning av fästningen var det dittills häftigaste i världshistorien då 20 000 granater regnade ner över Sveaborg. Trots detta gjorde angriparna inget landstigningsförsök; delvis på grund av att fjärden var rikligt minerad. 
År 1906 utbröt ett stort myteri, Sveaborgsrevolten, bland det ryska manskapet på befästningen. Myteriet var en serie av de socialistiska revolutioner som svepte över Ryssland i början av seklet. Efter den ryska revolutionen överläts Sveaborg den 12 maj 1918 till det självständiga Finland.

### Finländska tiden
Efter det finska inbördeskriget 1918 fungerade fästningen som fångläger för "röda" krigsfångar. Av de cirka 8 000 fångarna på ön dömdes ett tiotal till döden. Det rådde hungersnöd i Finland och lägret kom att bli ökänt eftersom över 1 500 fångar antingen svalt ihjäl eller gick under i epidemier. 1919 lämnade de sista krigsfångarna ön och den första finska flaggan hissades över fästningen. År 2004 offentliggjordes ett minnesmärke, planerat av konstnären Marja Kanervo, till minne av de 1 500 som dog i fånglägret. Minnesmärket består av två klippor med årtalen 1918 och 1919 ingraverade, och uppkom på initiativ av anhöriga till dem som satt fängslade i lägret under inbördeskriget.
Under den rådande fennomanska andan 1918 döptes fästningen om på finska från Viapori ("Sveaborg") till Suomenlinna ("Finlandsborg"). Namnbytet upprörde rikssvenskarna som såg detta som ett mycket otaktiskt drag från finnarnas sida, även de rikssvenska frivilliga hade stridit på den segrande vita sidan. Svenska Dagbladet tog till brösttoner och skrev under rubriken “Tryckt stämning i Svensk-Finland”:
| ”               | Nu senast köptes Finlands frihet med strömmar av ädelt svenskt blod. Och östsvenska och rikssvenska män visade finnarna vägen till segern. Finlands svenskar hade under sådana förhållanden rätt att fordra icke tacksamhet, ty sådant fikade de icke efter men förståelsen. Nu, när segern är vunnen, nu blygs man emellertid icke på finskt håll att glömma de gjorda tjänster ända därhän, att man med alla till buds stående medel försöker beröva dessa samma svenskar rätten att leva. | „ |
| – SvD 11.6.1918 | |   |

Namnet Suomenlinna används idag parallellt med det svenska namnet Sveaborg. "Namnet har för gamla rötter i historien, i dikten och i folkmedvetandet", skrev Hufvudstadsbladet redan 1918. Vid samma tidpunkt revs också en del ryska byggnader på öarna och bland annat Sveaborgs kyrka byggdes om till en luthersk kyrka i klassicistisk stil, från att ha haft bland annat förgyllda lökkupoler och andra ortodoxa kännetecken. I toppen på kyrktornet är nuförtiden en fyr. Idag utgör arkitekturen på Sveaborg ett monument med intryck från den svenska, ryska och finska tiden. Krimkriget 1855 var i praktiken det sista krig vari fästningen hade en militär roll. Trots ett stort antal artilleripjäser hade Sveaborg därefter inte någon taktisk betydelse och 1973 överläts öarna av Försvarsministeriet till Undervisningsministeriet.

### Nutid
Sveaborg är en stadsdel i Ulrikasborgs distrikt och ett populärt utflyktsmål, både för Helsingforsare och besökande turister, speciellt sommartid då det finns ett flertal caféer och uteserveringar, och de mot havet vettande gräsbeväxta sydsluttningarna lockar soliga dagar hundratals familjer med picnickorgar. En högklassig restaurang, Walhalla, är inrymd i valven på Vargön i kaponjärerna Delwig och Boije, med utsikt över stora farleden in till Helsingfors genom sundet vid Gustavssvärd. Restaurangen är öppen från maj till september, och hela året för grupper med förhandsbeställning. I närheten finns Finlands enda kvarvarande ubåt (Vesikko) utställd som museiföremål. På öarna finns sex olika museer för diverse krigsmateriel, ett för dockor och leksaker, samt ett konstgalleri. Det arrangeras guidade vandringar året om från Sveaborgscentret nära bron till Vargön på Stora Östersvartö.
En dagligvaruaffär finns på huvudön, Stora Östersvartö, och en souvenirshop samt några kiosker. I den gamla torrdockan på Vargö, som hörde till Sveaborgs varv verkar en förening för historiska båtar och fartyg, Sveaborgsvarvet rf som där kan ägna sig åt underhåll och vinterförvaring av sina båtar i en ändamålsenlig miljö. I närheten finns en gästhamn och sjöbevakningsstationen på Stora Svartö, där gästande utländska båtar förutsätts bedriva passkontroll. Sjökrigsskolan verkar på Lilla Östersvartö och Västersvartö. Helsingforsregionens trafik driver året runt färjetrafik mellan huvudbryggan på Stora Svartö och Salutorgets östra kaj i centrala Helsingfors. Sommartid går flera turbåtar till olika bryggor, bland annat till Kungsporten på Vargskär.
På öarna finns också ett lågstadium med ett åttiotal elever. Några konstnärsbostäder kan konstnärer och författare få disponera för kortare eller längre perioder, för att kunna bedriva sin konst i denna inspirerande miljö. De gamla kasernerna i nyklassisk stil och officersbostäderna fungerar fortfarande som bostäder, och några större salar går att hyra för familjehögtider. Tillsammans med de gamla hantverkarbostäderna bildar de en pittoresk och trivsam, men ändå fungerande helhet, och det är väldigt ovanligt att någon av de några hundra fast bosatta skulle flytta därifrån.

## Litterära referenser
Johan Ludvig Runeberg skriver i dikten Sveaborg i Fänrik Ståhls sägner om fästningen;
| ” | Den blickar över hav och fjärd Med ögon i granit, Den lyfter högt sitt Gustafssvärd Och menar stolt: 'Kom hit!' Det svärdet sänks ej för att slå, Det blixtrar blott och krossar så. Låt bli att trotsigt nalkas ön, Då kriget gör sin rund, Stör icke drottningen av sjön I hennes vredes stund: Hon slungar mot dig dödens bud I tusende kanoners ljud. | „ |

Gunnar Wennerberg skriver i sin "Hymn" för manskör O Gud, som styrer folkens öden från 1849 om Sveriges ”sekelgamla frihet”: 
| ” | Den är vårt skydd i mulna faror, vår tröst i varje bleklagd sorg, vårt värn mot övermaktens skaror och starkare än Sveaborg. | „ |

## Bilder från Sveaborg

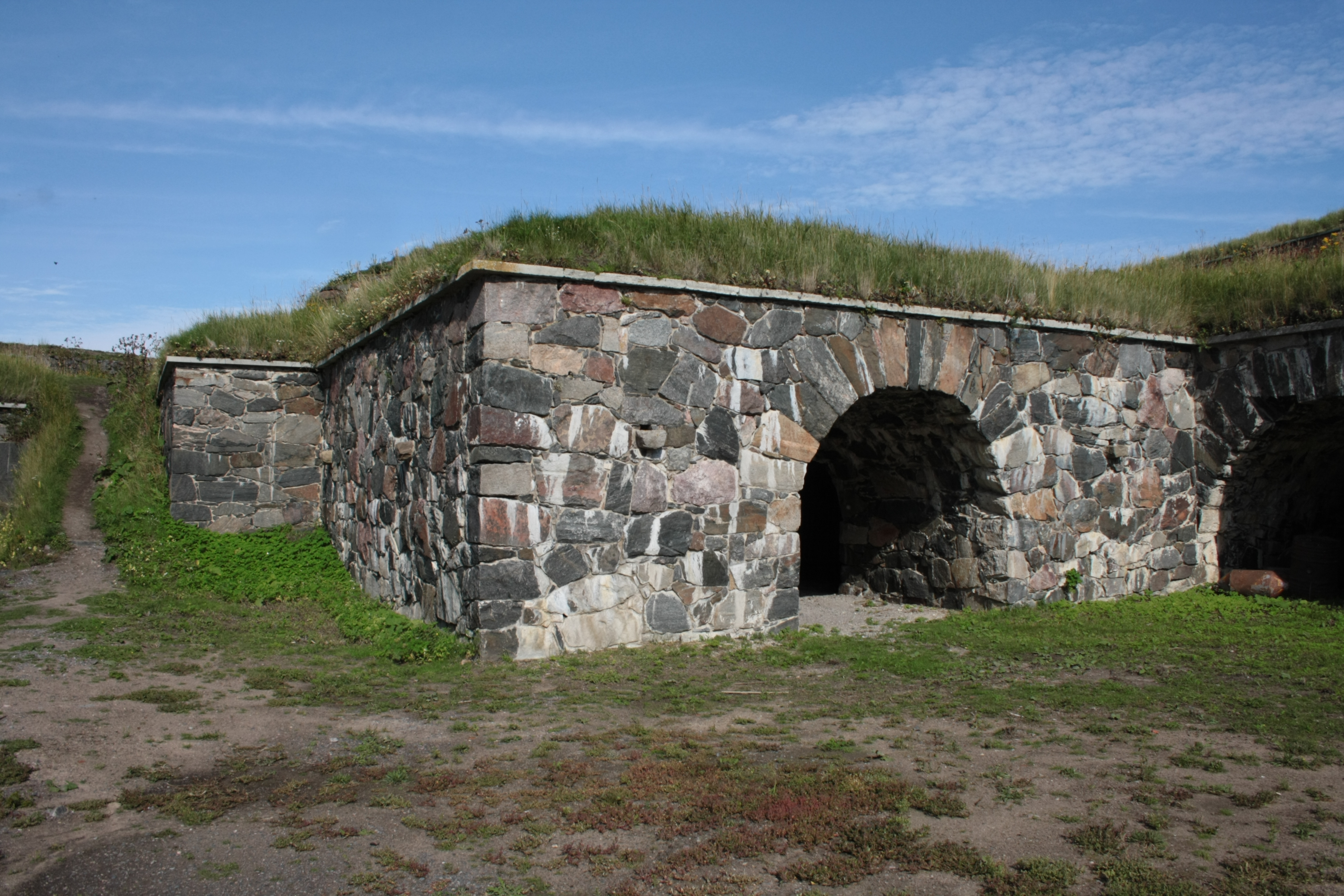
Bastion Scheffer.
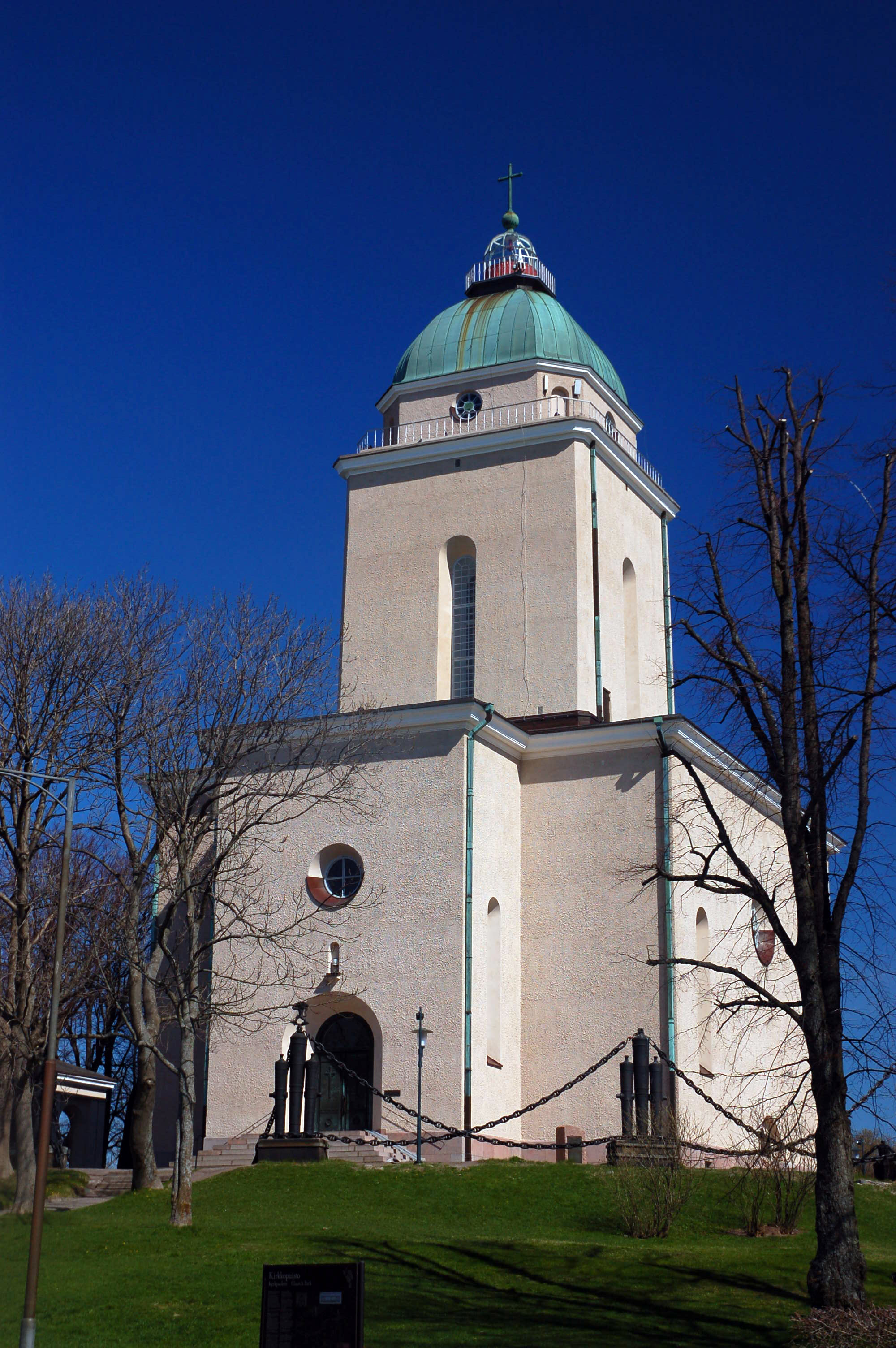
Kyrka.
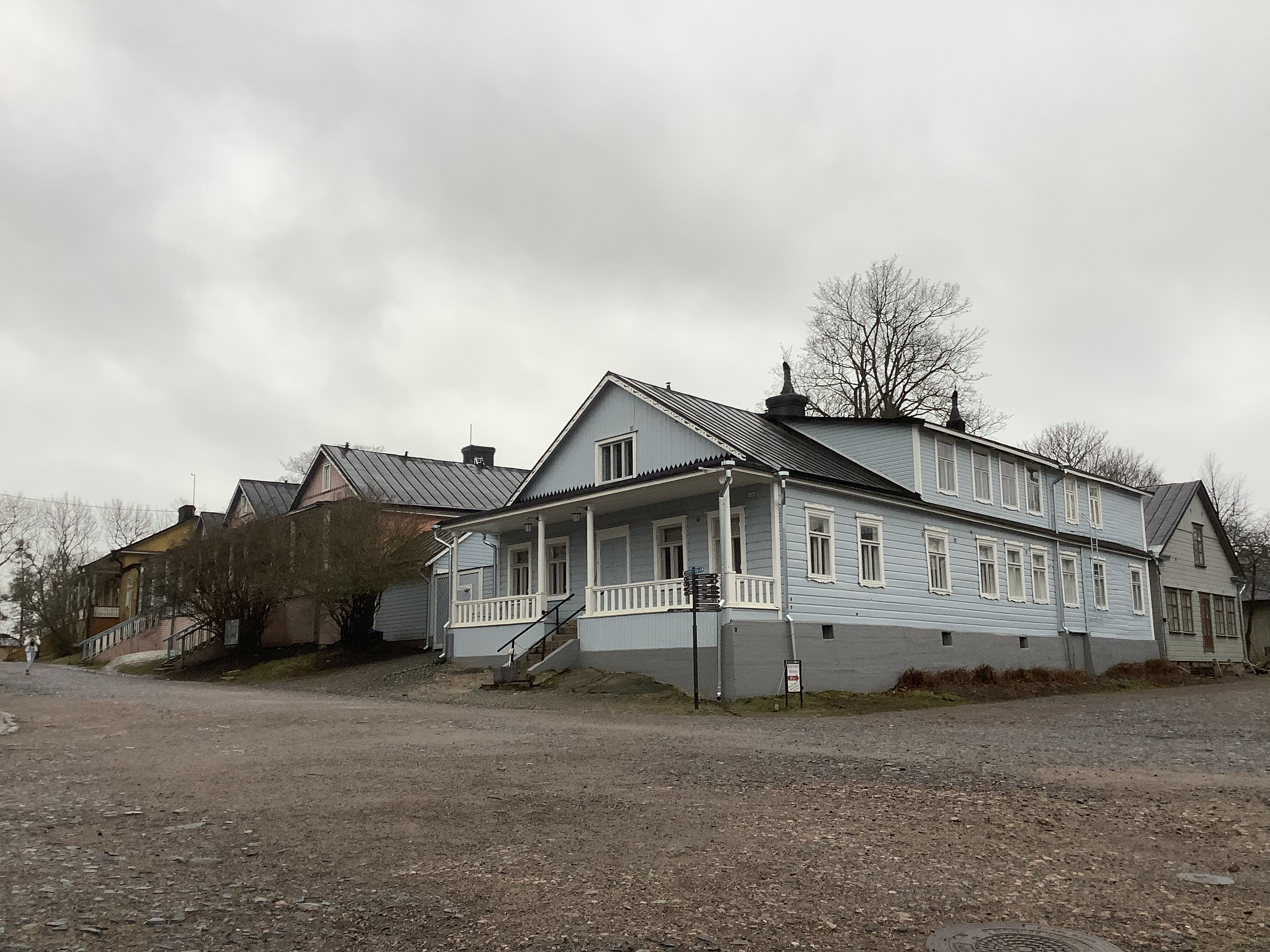
Del av bevarat ryskt köpmannakvarter.
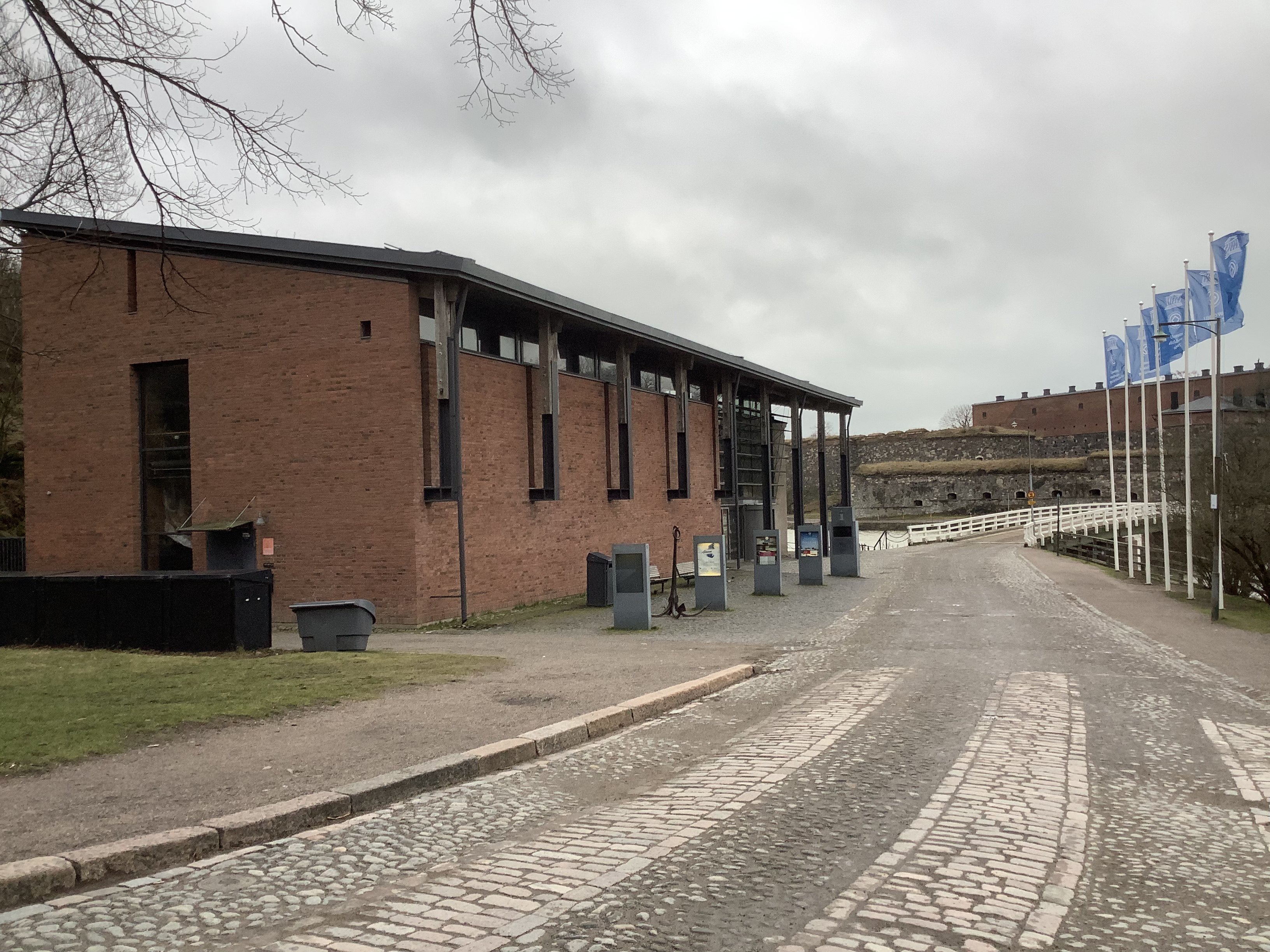
Sveaborgs museum.
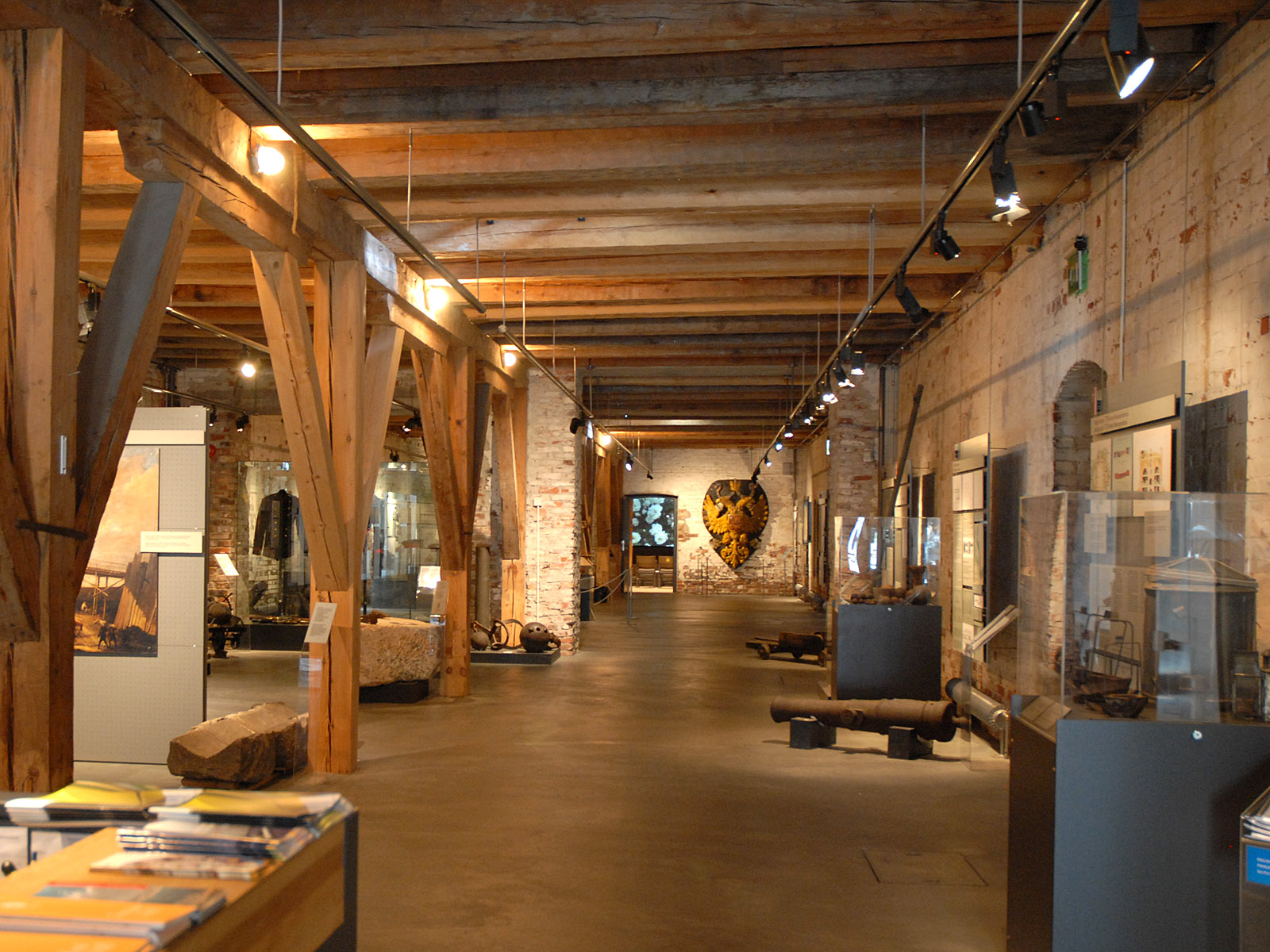
Sveaborgs museum.
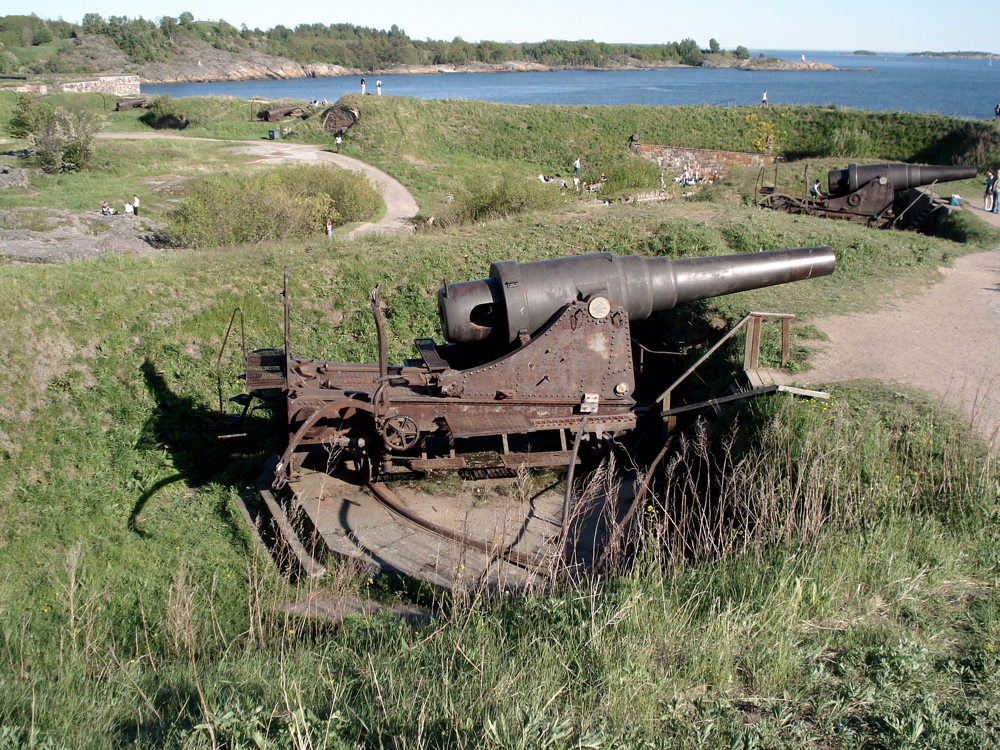
Kanon på Sveaborg.
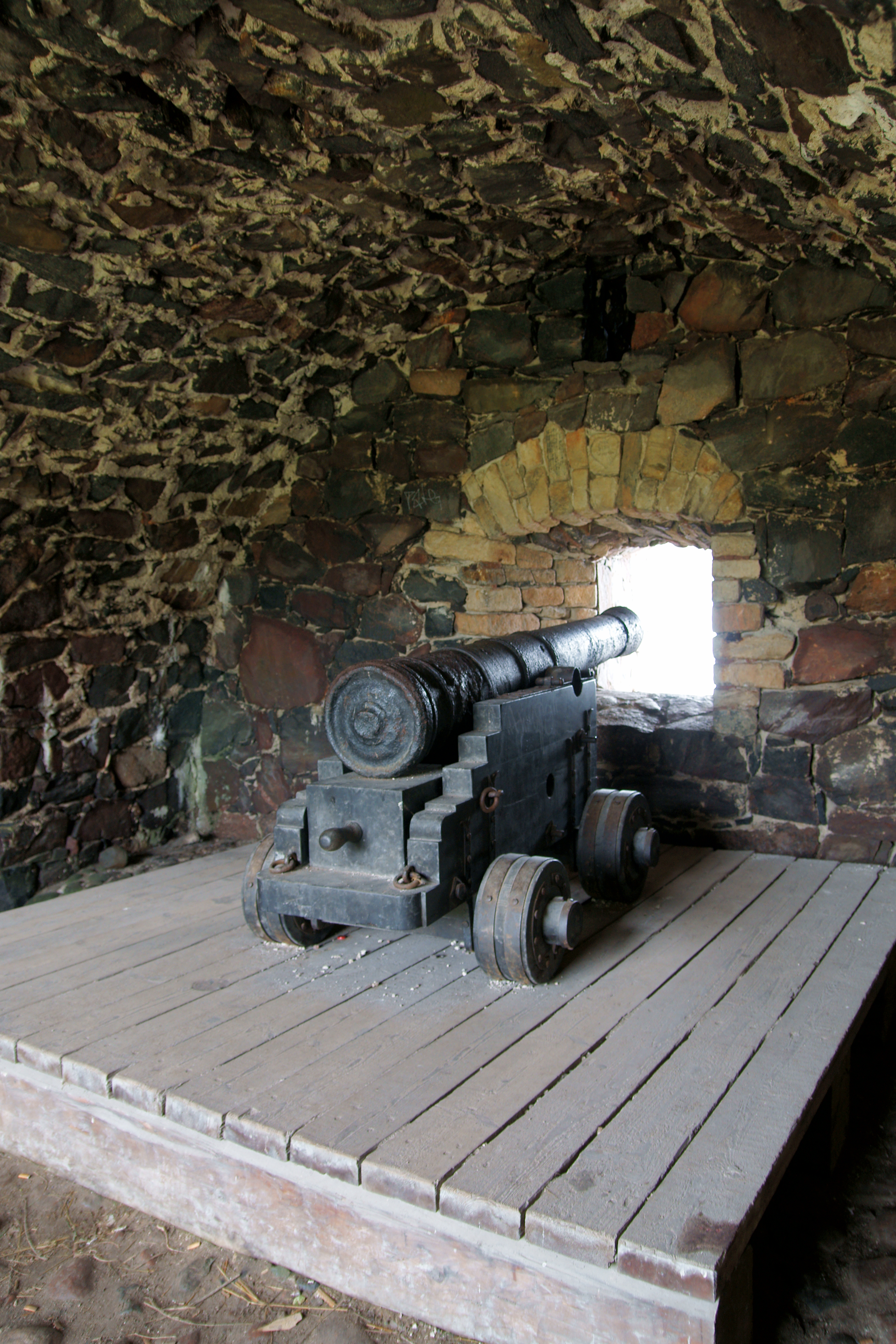
Kanon vid Gustafssvärd.
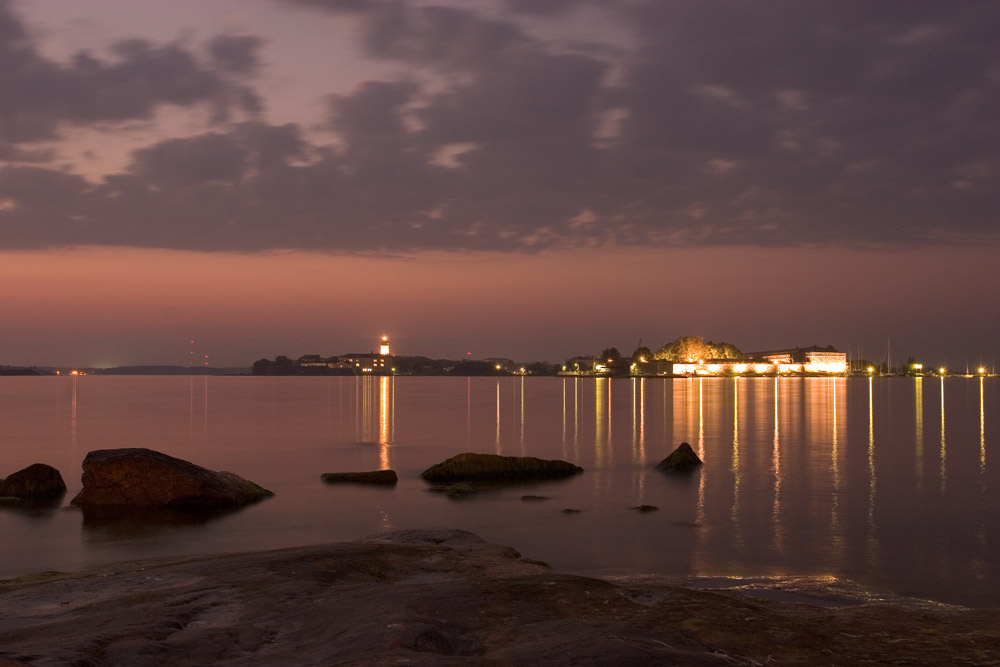
Sjökrigsskolan.
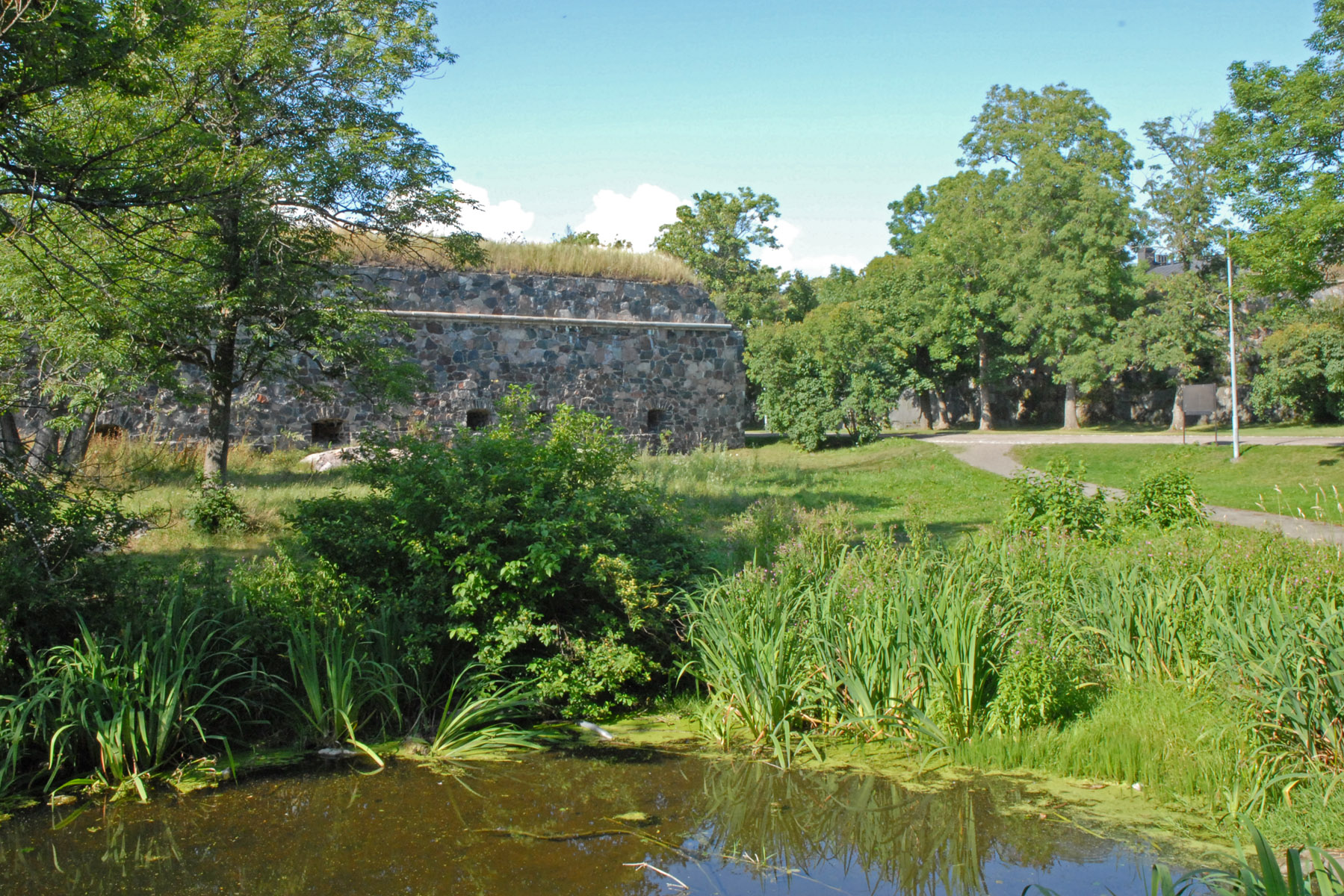
Park på Sveaborg.
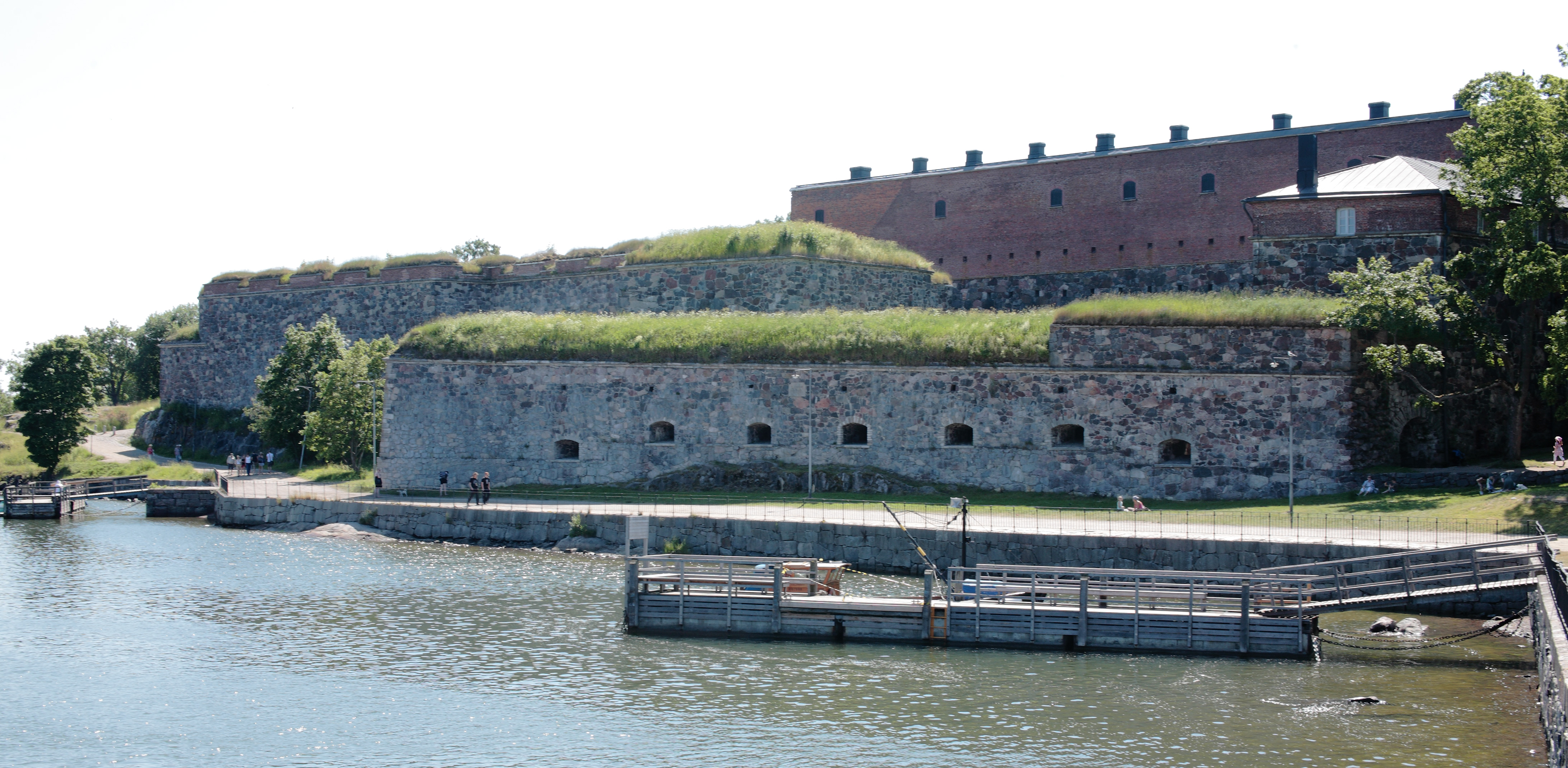
Bastion Wrede.
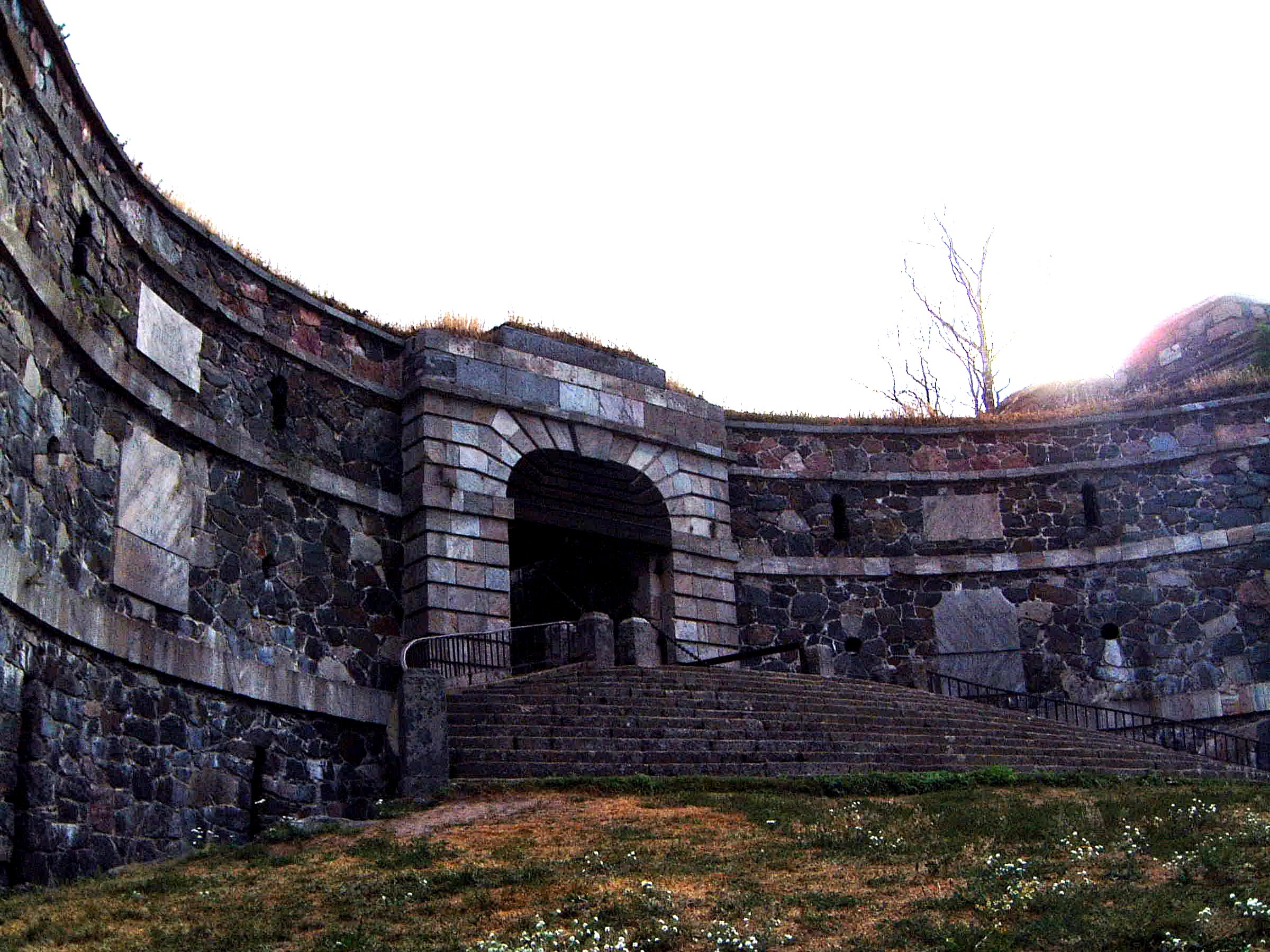
Kungsporten.
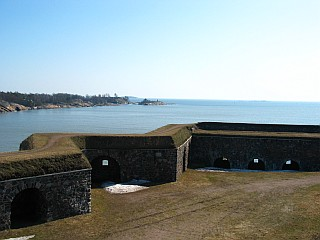
Befästningsverk vid Gustafssvärd.
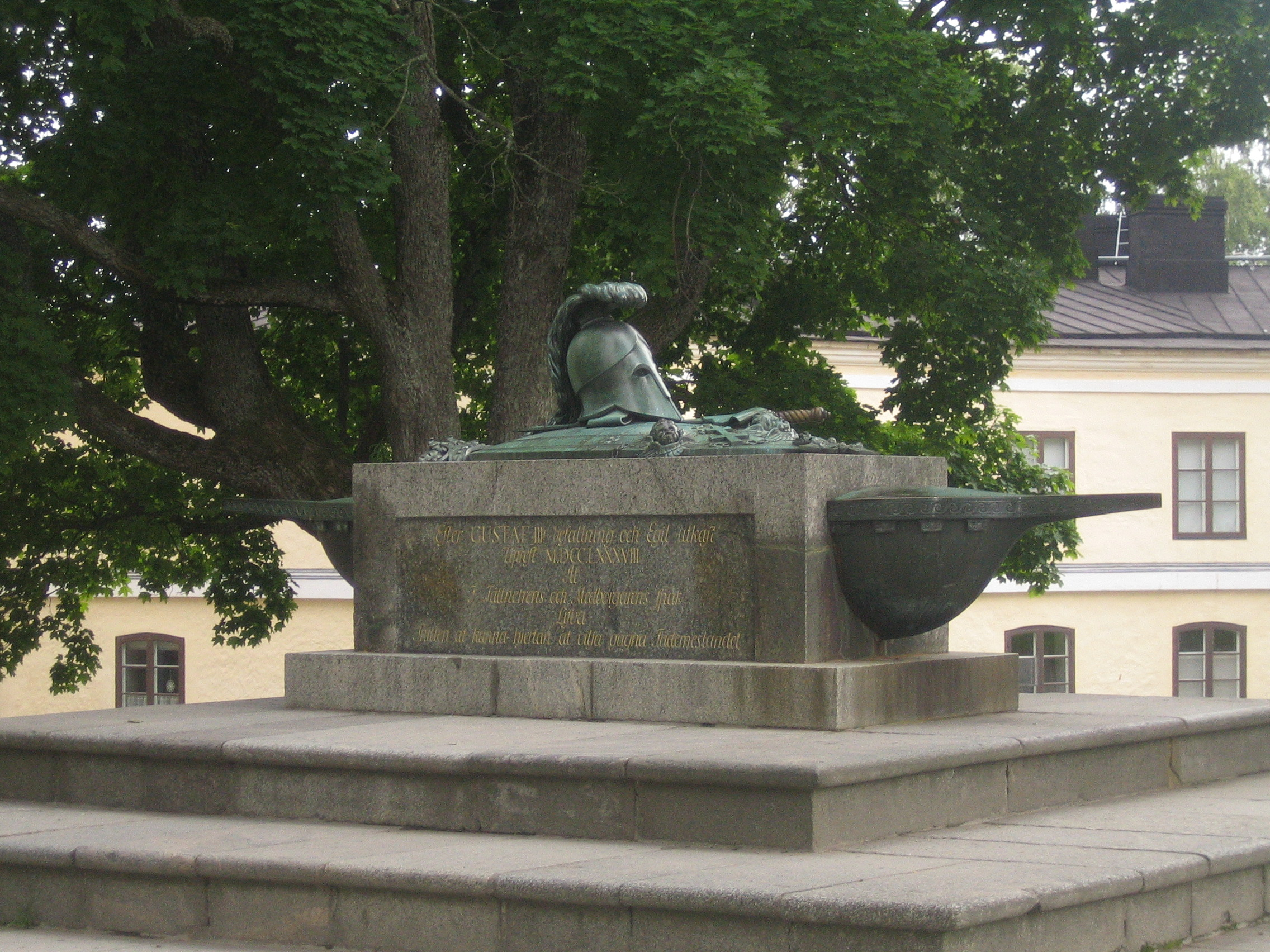
Augustin Ehrensvärds grav på Sveaborg.
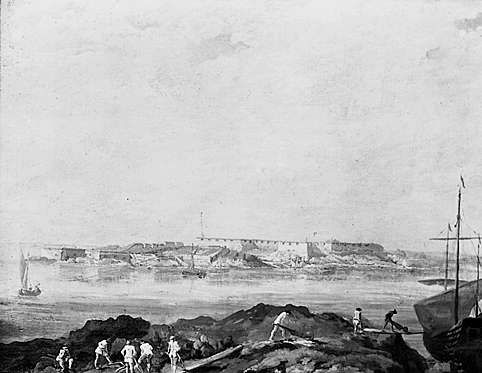
Utsikt över Sveaborg, målning av Augustin Ehrensvärd.
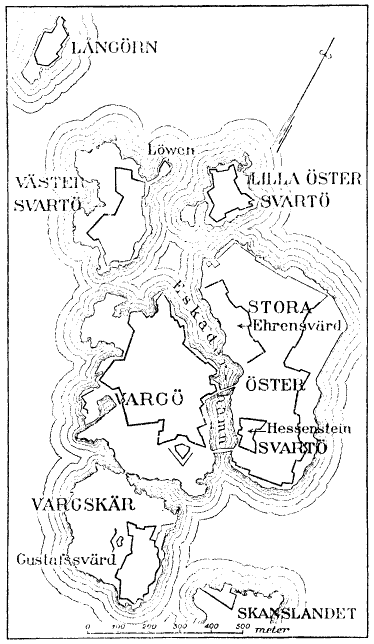
Karta över Sveaborg på 1790-talet.
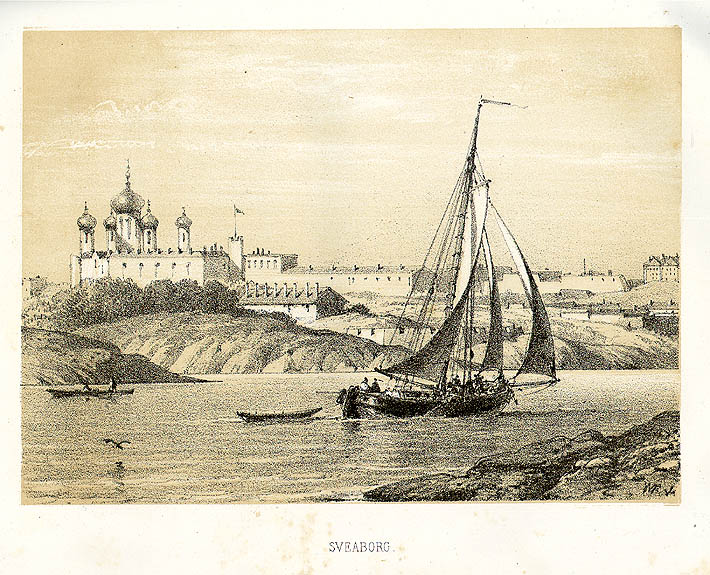
Den numera ombyggda Sveaborgs kyrka.
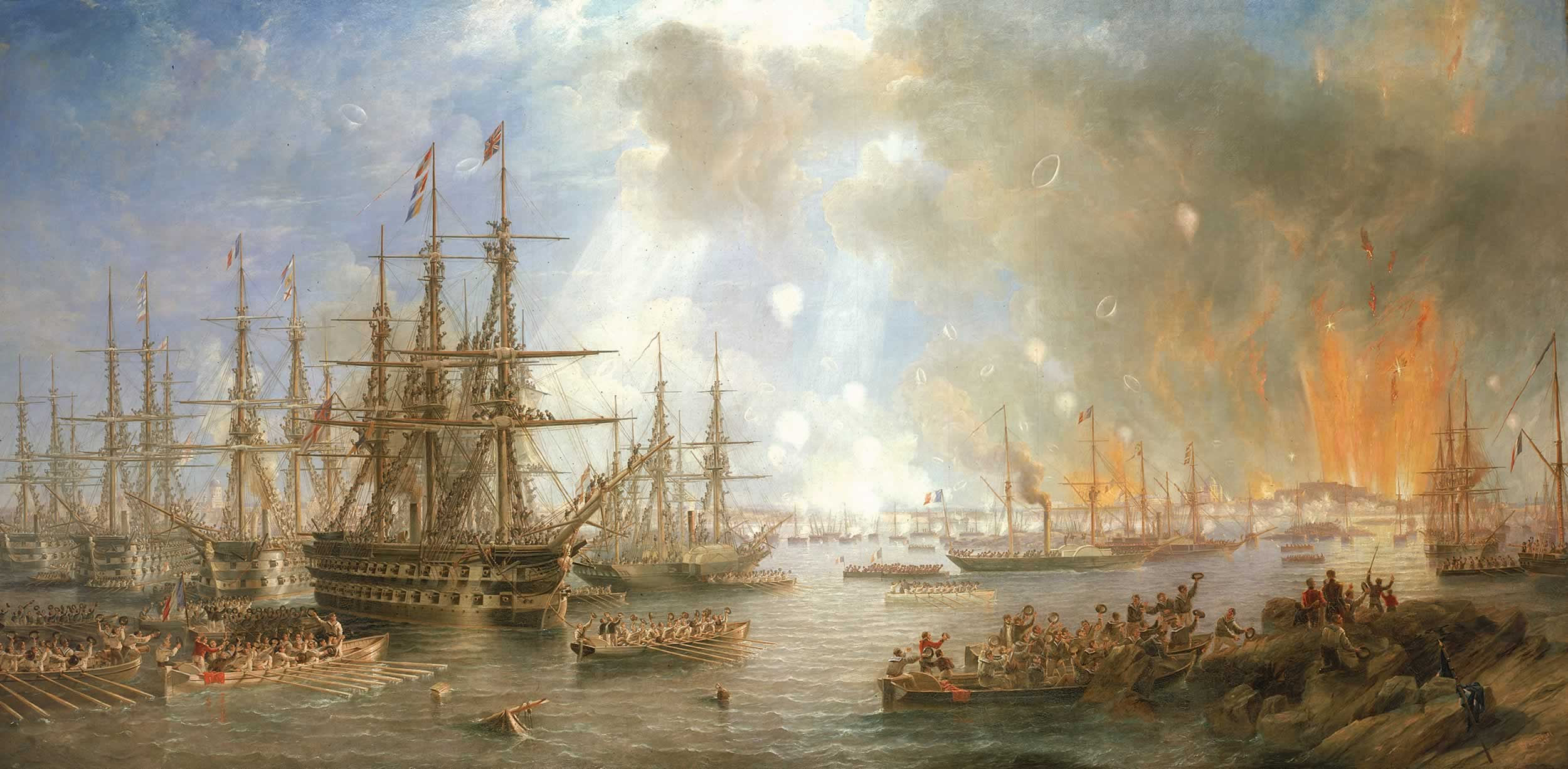
Franskt-brittiskt bombanfall mot Sveaborg 1855.